# Styringomyia longituberculata
Styringomyia longituberculata är en tvåvingeart som beskrevs av Alexander 1956. Styringomyia longituberculata ingår i släktet Styringomyia och familjen småharkrankar.
Artens utbredningsområde är Uganda. Inga underarter finns listade i Catalogue of Life.